# Denisa Spergerová
Denisa Spergerová (* 24. června 2000 v Českých Budějovicích) je vítězka soutěže krásy Miss Czech Republic ze 7. února 2019. V roce 2019 reprezentovala Českou republiku na Miss World 2019 v Londýně. Umístila se v TOP 10 Top Model. V roce 2020 reprezentovala Českou republiku na světové soutěži Miss Grand International , kde se dostala mezi TOP 10.
K roku 2019 je v maturitním ročníku na Soukromé střední škole jazykové, škola s právem státní jazykové zkoušky České Budějovice (obor ekonomické lyceum). V Praze bydlí v bytě, který vyhrála v Miss Czech Republic v komplexu Luka Living od společnosti Elite Bath. Výhrou v Miss také získala kromě postupu na Miss World a bytu v Luka Living od Elite Bath automobil značky Mercedes-Benz od S&W Automobily a další hmotné ceny.